# Озерки (Успенское сельское поселение)
Озерки́ — упразднённая деревня Становлянского района Липецкой области России. Расположена на территории современного Успенского сельского поселения, на границе с Тульской областью.

## История
В описании Елецкого уезда 1778 года отмечается сельцо Озерки на правом берегу реки Мокрой Плоты. Упоминается на Большой карте Российской Империи 1812 года для Наполеона, карте Российской Империи и близлежащих заграничных владений 1816 года.
Название — от небольших неглубоких западинных озёр.
В окрестностях — урочища Крюковка, Мошковка, Дурновка, бывшими жилыми до Великой Отечественной войны. На карте 1989 года возле деревни Озерки обозначены ещё один одноимённый населённый пункт Озерки и МТФ.
Упразднена в 2001 году.